# Emmi Niemelä
Emmi Niemelä (* 22. Juli 1989) ist eine ehemalige finnische Unihockeyspielerin.

## Spielerkarriere

### Verein
Niemelä begann ihre Karriere bei Oulun Luistinseura aus der finnischen Grossstadt Oulu. 2013 wechselte sie von Oulu nach Paltaniemi zu Salibandyseura Papas. Dort spielte sie zwei Saisons und kam in 31 Partien zum Einsatz. In diesen 31 Partien sammelte sie 42 Skorerpunkte.
2015 erfolgte der Wechsel in die Schweiz zu Zug United, einem Verein aus der Nationalliga A. In ihrer ersten Auslandssaison absolvierte sie 27 Partien und erzielte 32 Skorerpunkte. Nach nur einem Jahr verliess Niemelä die Schweiz wieder in Richtung Finnland. Dort wechselte sie zum Salibandyliiga-Verein Salibandyseura Rankat Ankat, bei welchem zu dieser Zeit auch ihre Schwester spielte.
2017 wechselte sie erneut in die Schweiz zum Aufsteiger Unihockey Berner Oberland. Am 29. April 2018 bestätigte Unihockey Berner Oberland die Vertragsverlängerung mit Niemelä.
Zwei Jahre später kehrte Niemlä zurück nach Finnland zu ihrem vorherigen Verein SS Rankat Anat. Nach einer Saison beendete sie ihre Karriere bei SSRA. Nachdem der Kader aufgrund von Verletzungen ausgedünnt wurde, entschied sich Niemelä für eine temporäre Rückkehr. Nach der Saison 2020/21 beendete sie offiziell ihre Karriere.

### Nationalmannschaft
Niemelä debütierte 2013 an der Euro Floorball Tour für die finnische A-Nationalmannschaft. Noch im selben jahr nahm sie mit Finnland an der Weltmeisterschaft in Tschechien teil, bei welcher sie mit Finnland die Silbermedaille holte.

## Trainerkarriere
Auf die Saison 2021/22 wurde Niemelä Assistenztrainer von Unihockey Berner Oberland.